# Миролюбівка (Тульчинський район)
Миролю́бівка (стара назва Хрестищі) — село в Україні, у Піщанській селищній громаді Тульчинського району Вінницької області. Населення становить 1402 особи.

## Природно-заповідний фонд
- комплексна пам'ятка природи загальнодержавного значення «Княгиня».
- ботанічний заказник загальнодержавного значення Гарячківська Дача.
- гідрологічна пам'ятка природи місцевого значення Джерело «Стінка».

## Історія
Село Хрестищі (Хрестище) існувало ще до Хмельниччини. З населених пунктів Піщанського району разом з Дмитрашківкою були нанесені на карти французького інженера Боплана (середина XVII ст.). Входило до так званого Побережжя, яким володіли польські магнати Шашкевичі, а з 30-х років XVII століття — Конецпольські. Вперше згадується 1682 року у дарчій на українські маєтки від Станіслава Конецпольського Янові Конецпольському.
З початку XVIII століття село входило до М'ястківського ключа Олександра Валевського, який продав у 1723 році ключ князю Єжи-Олександру Любомирському. У 1778 Любомирський продав М'ястківський ключ графові Антону Бєльському. На початку XIX століття Христище разом з Дмитрашківкою і Кукулами було куплено Модзолевськими, потім — графами Стадницькими.
За переказами, назва походить від географічного розташування села, яке лежить на перехресті чотирьох протилежних гір. Різні частини села мають свою назву: Церковна гора, Олійникова гора, Бурлаківка, Вікніна, Клопотівка, Яри.
До 1869 на місці нинішньої кам'яної церкви стояла дерев'яна церква, яка, за місцевими переказами, була куплена в іншому приході та перевезена в село. Оскільки стара церква потребувала постійного ремонту її було розібрано і коштом парафіян в 1869—1874 роках побудовано нову кам'яну церкву та зроблений новий іконостас.
7 (20) листопада 1917 року, відповідно до Третього Універсалу Української Центральної Ради, увійшло до складу Української Народної Республіки.
7 січня 2019 року парафія Успіння Пресвятої Богородиці УПЦ МП ухвалила рішення приєднатись до Вінницької єпархії об'єднаної Помісної Української Православної Церкви.
12 червня 2020 року, відповідно до Розпорядження Кабінету Міністрів України від № 707-р «Про визначення адміністративних центрів та затвердження територій територіальних громад Вінницької області», село увійшло до складу Піщанської селищної громади.
19 липня 2020 року, в результаті адміністративно-територіальної реформи та ліквідації Піщанського району, воно увійшло до складу новоутвореного Тульчинського району.

## Галерея

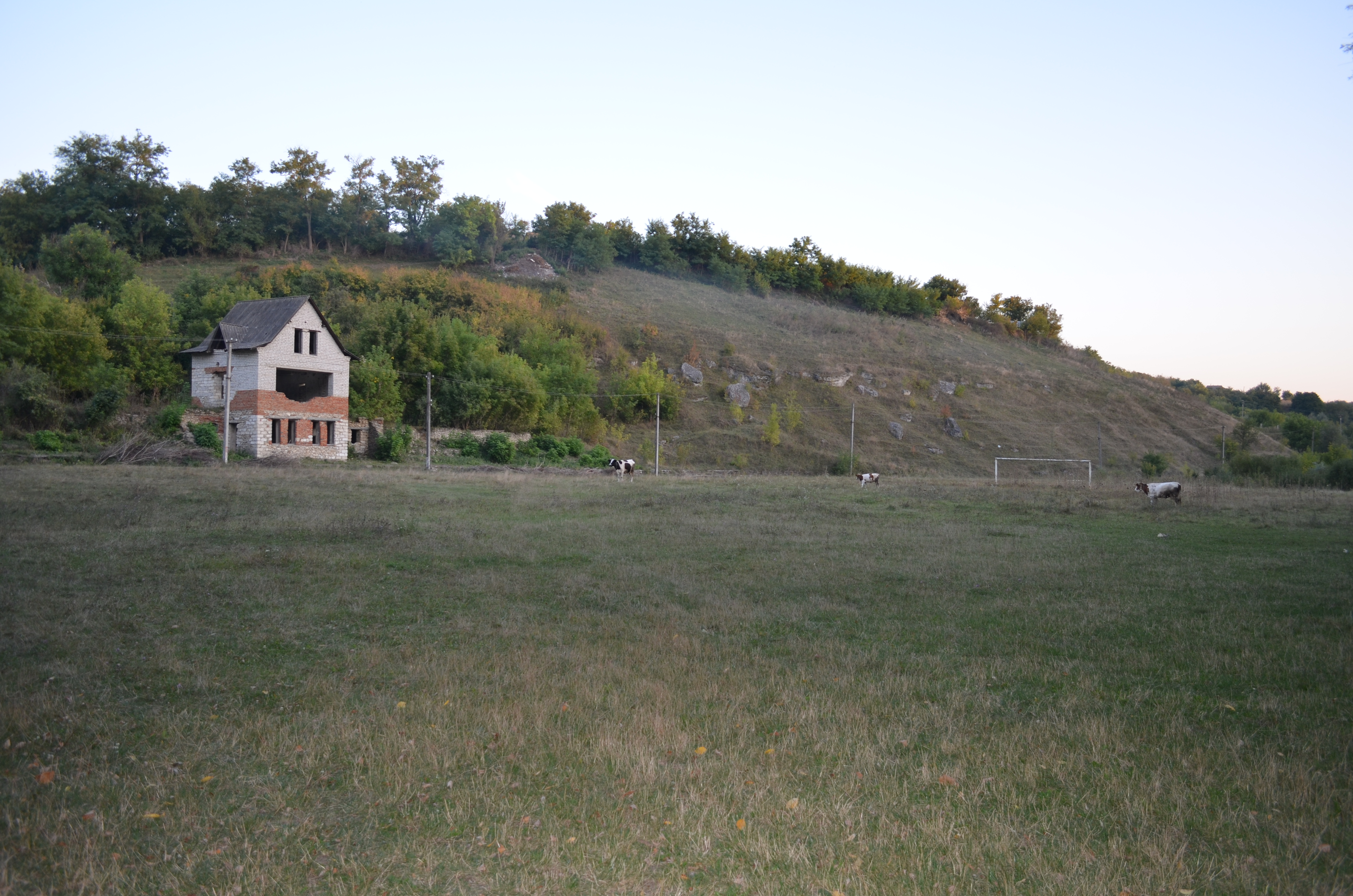
Стадіон в долині річки
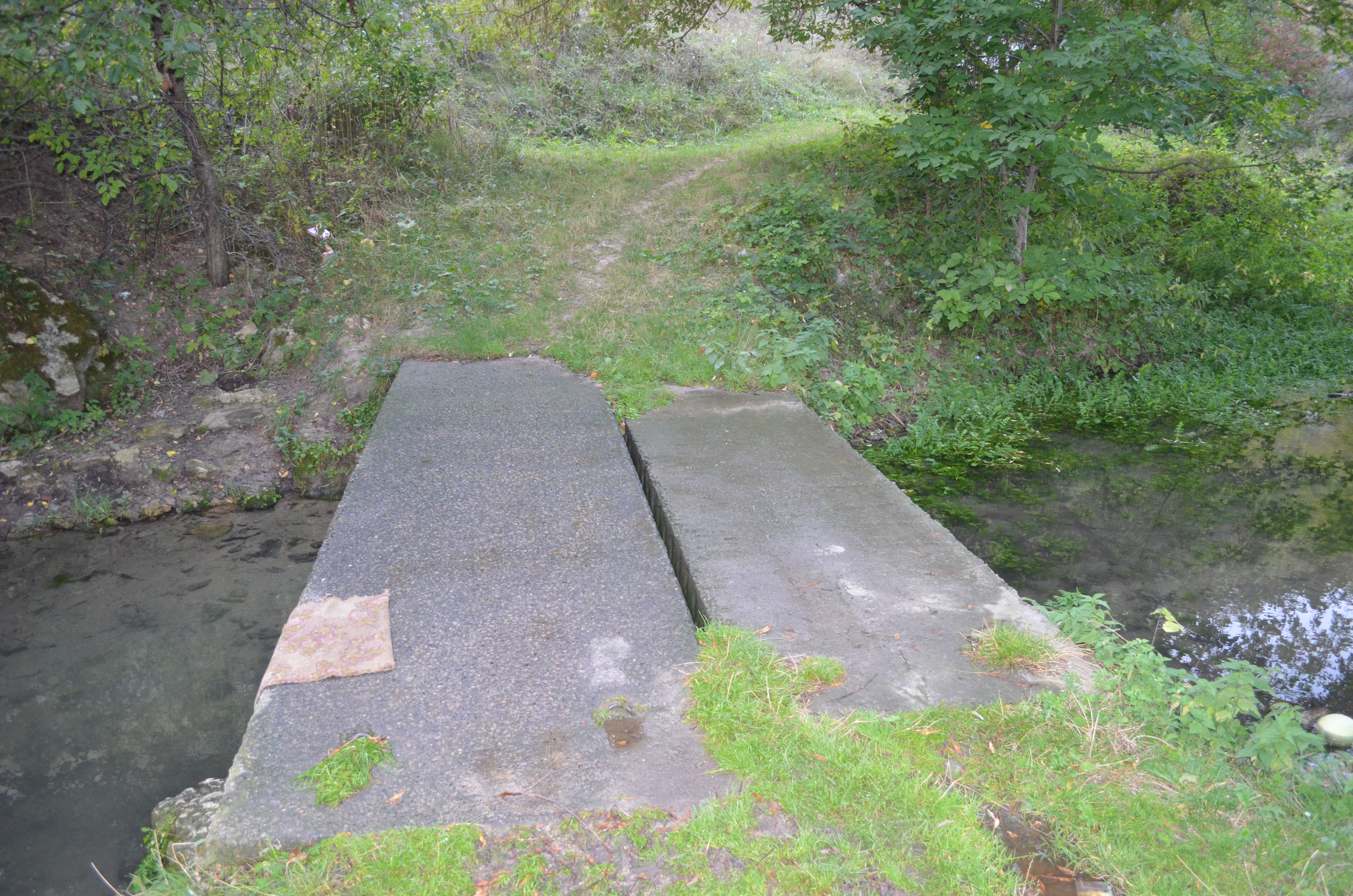
Місток через річку Кам'янка
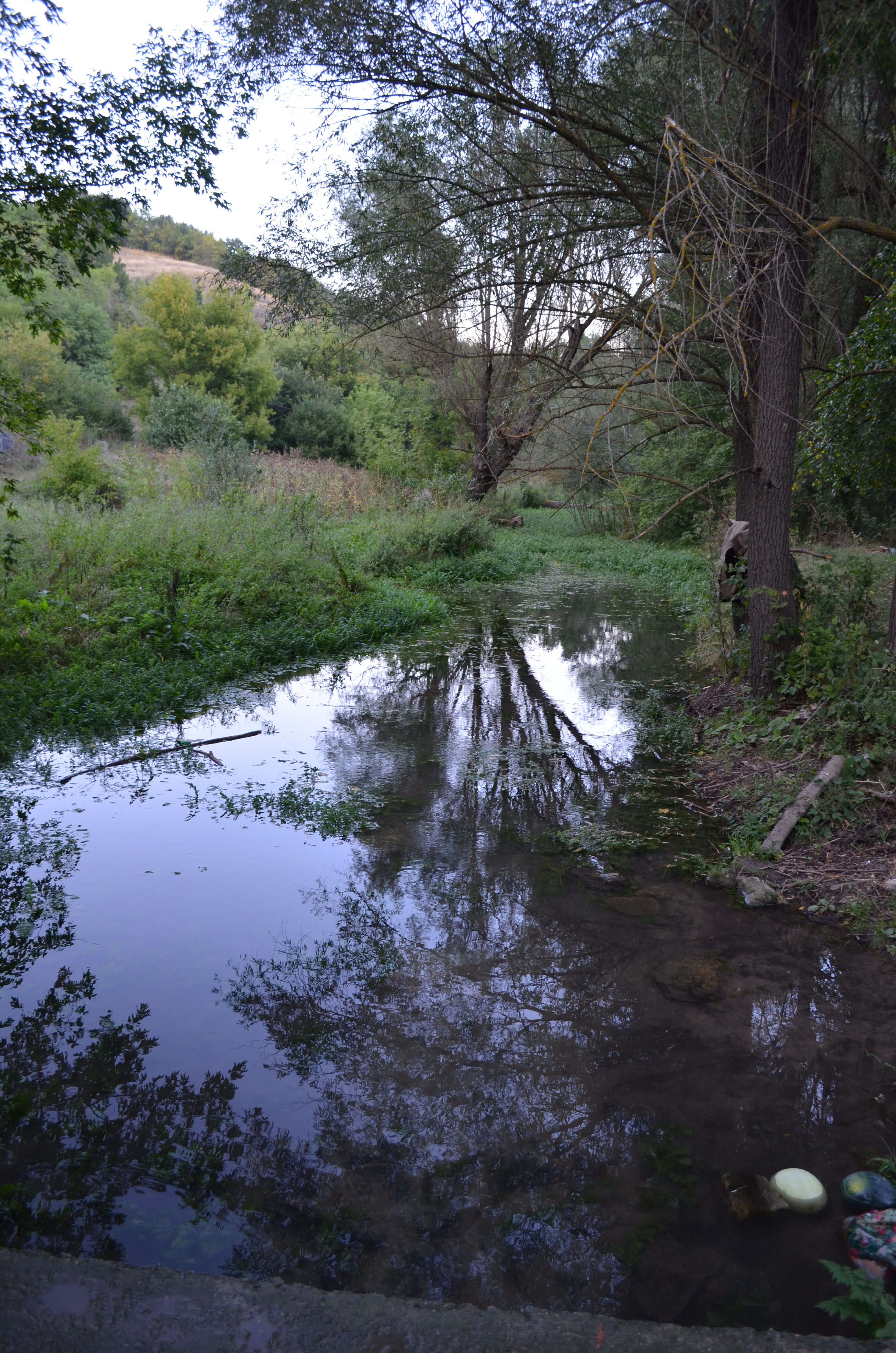
Річка Кам'янка
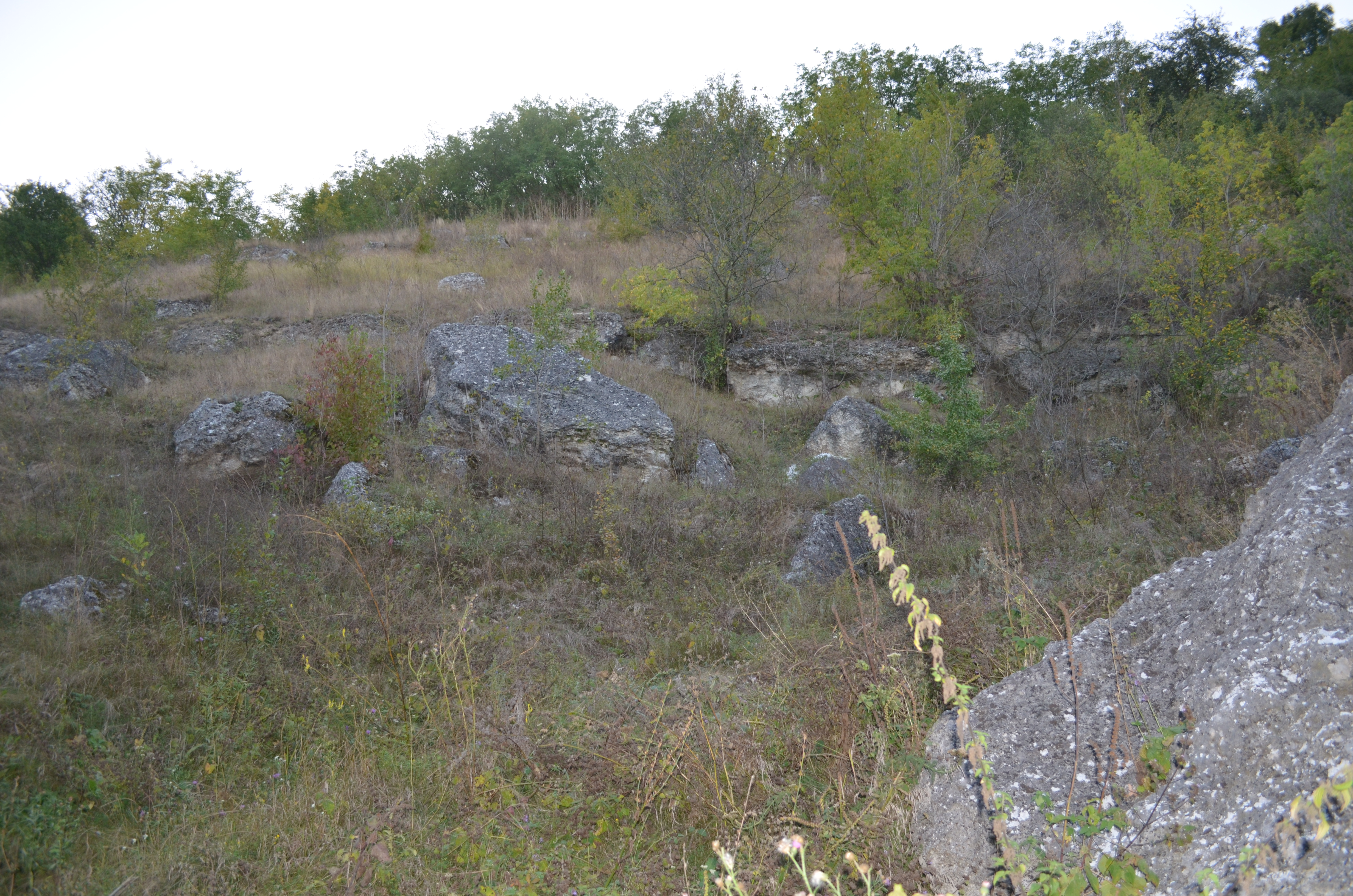
У долині річки
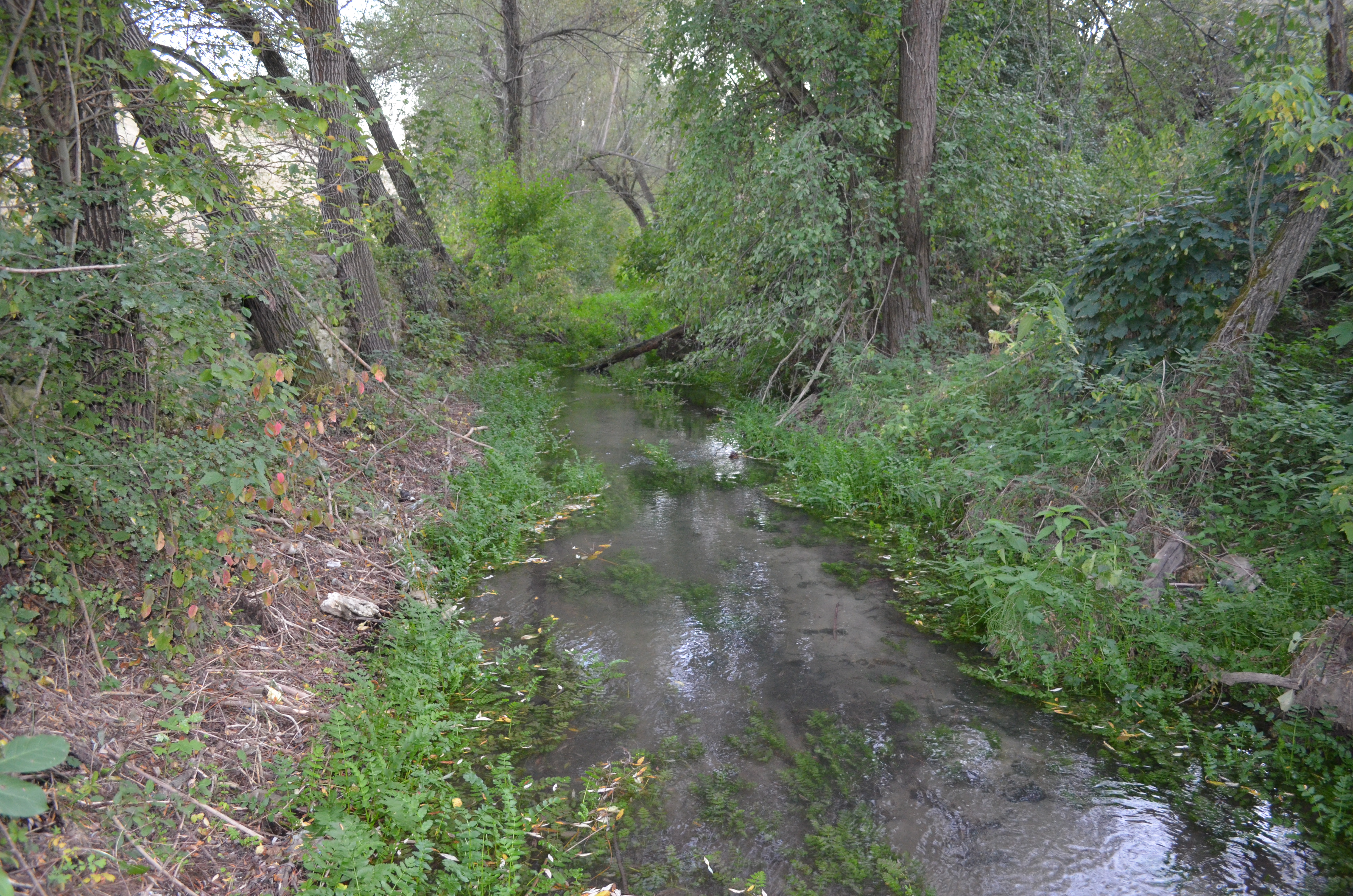
Річка Кам'янка
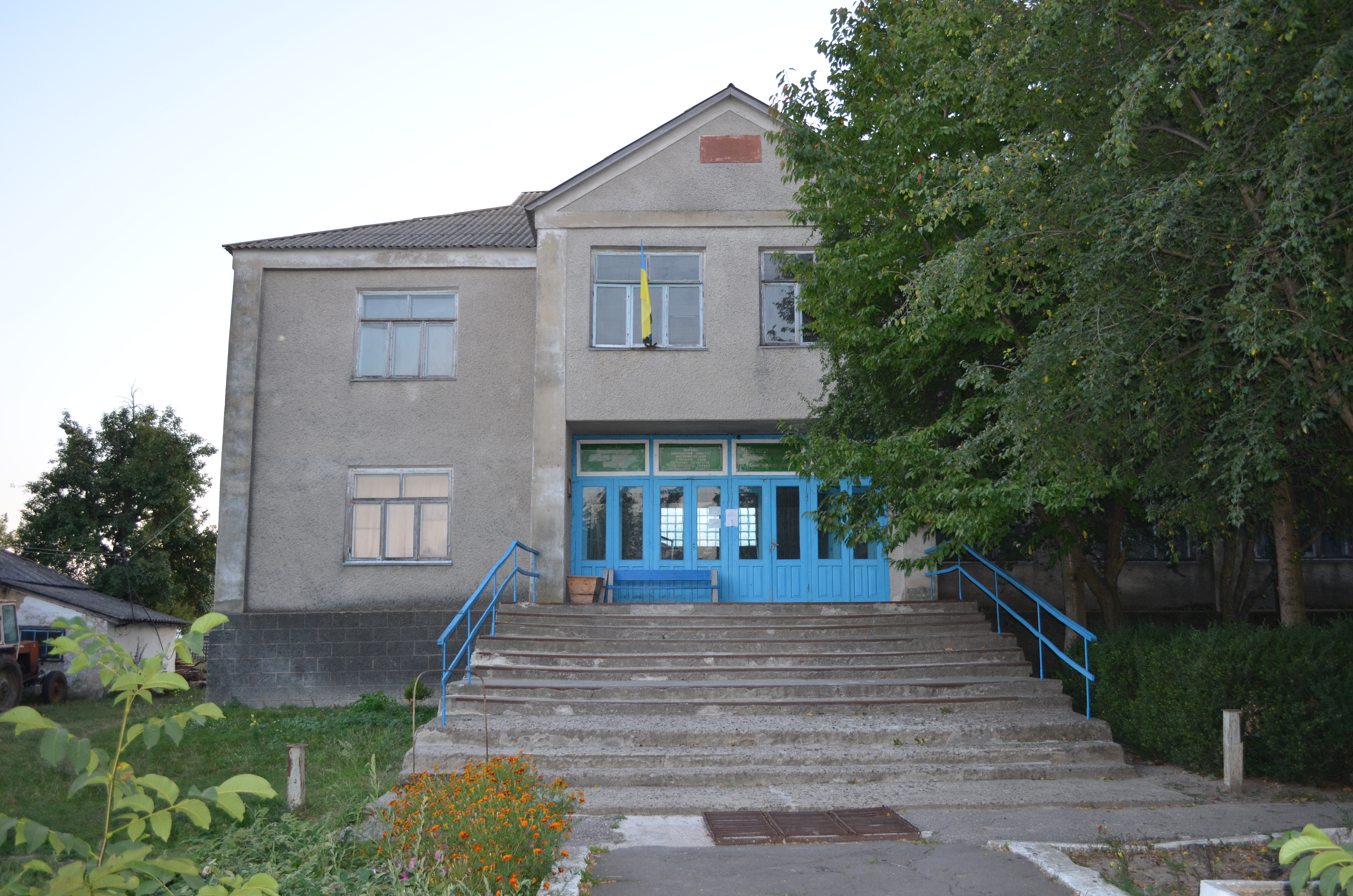
Сільська рада
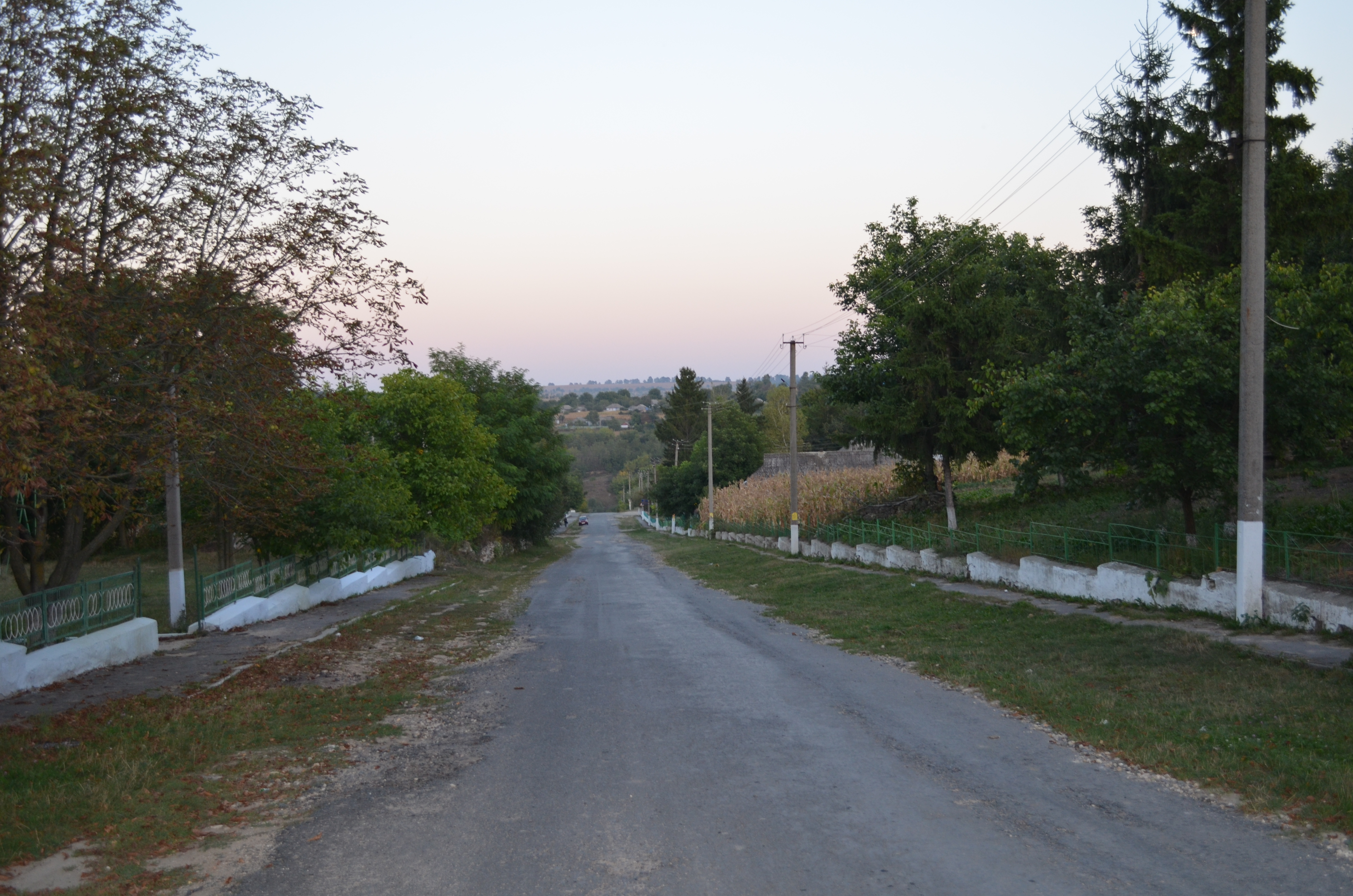
Головна вулиця
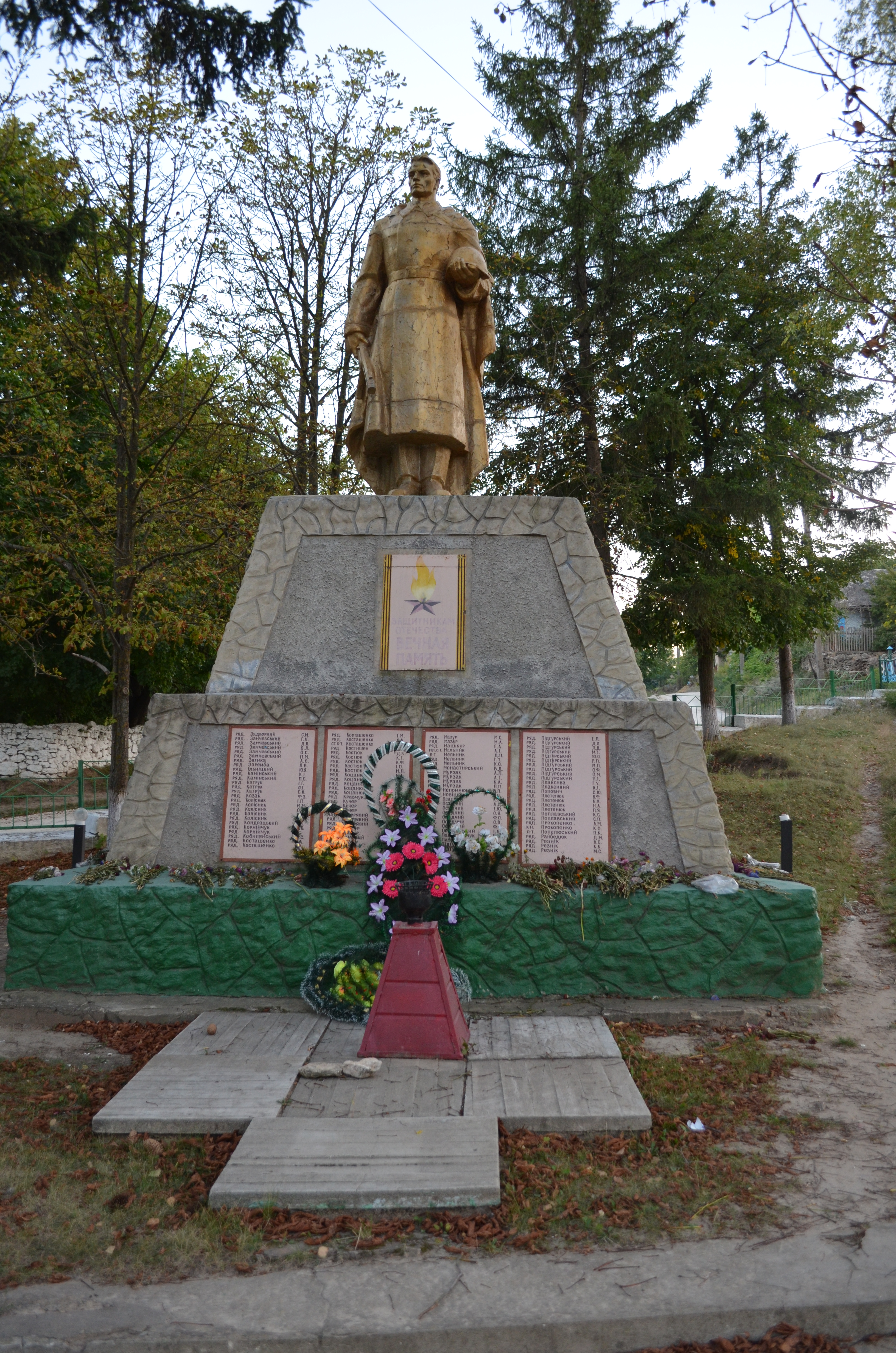
Пам'ятник воїнам-односельчанам
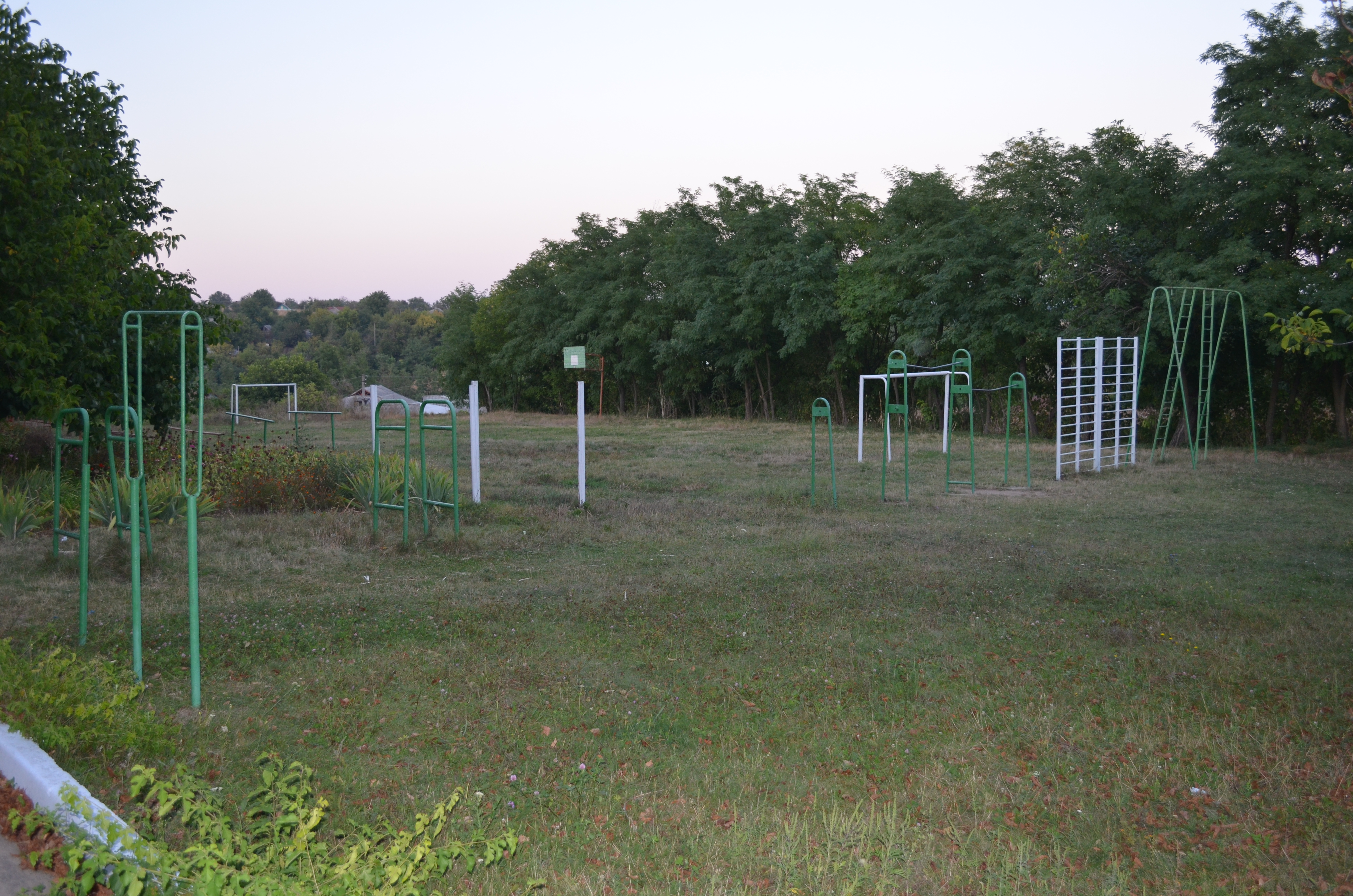
Спортивний майданчик
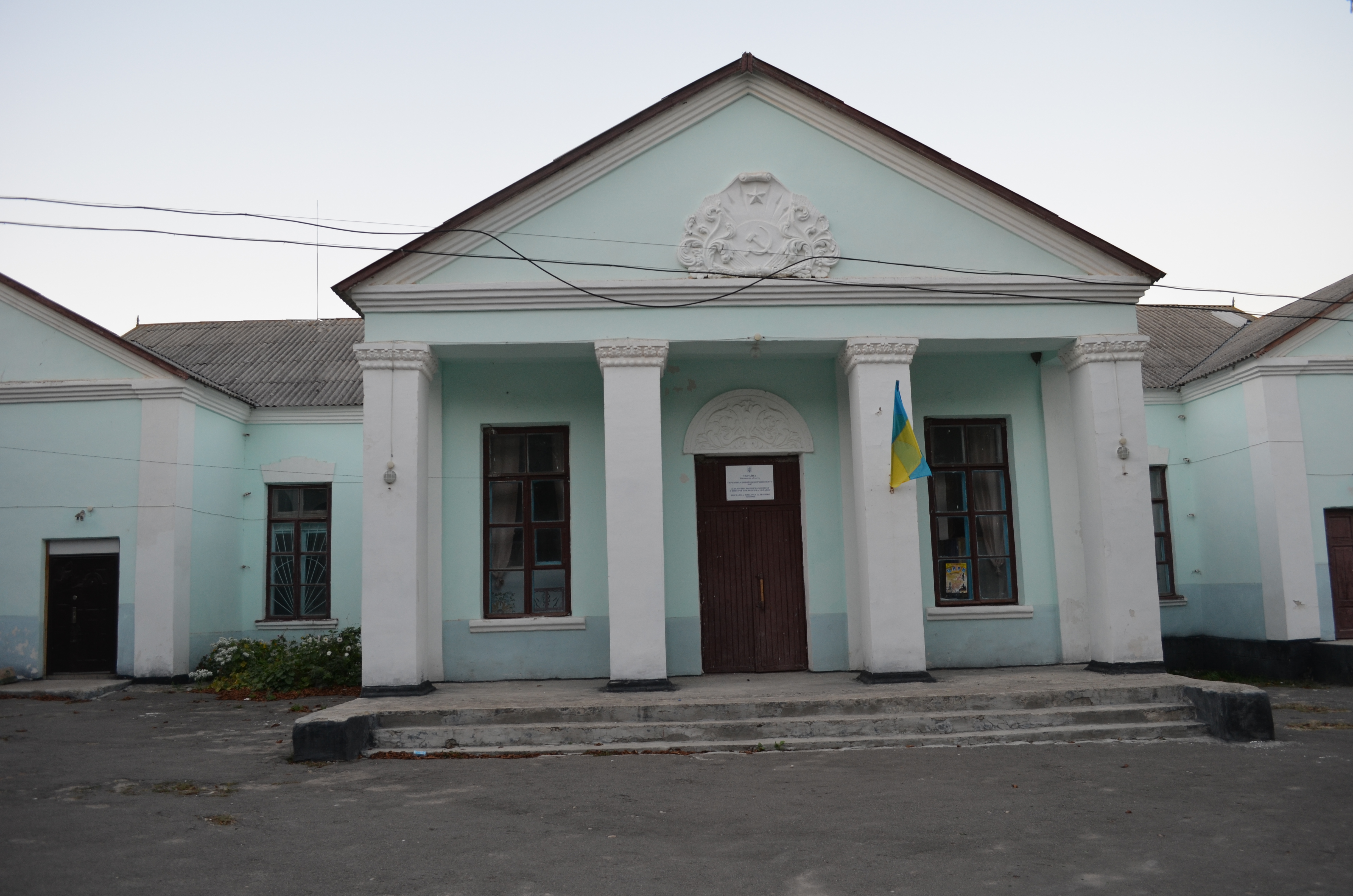
Будинок культури
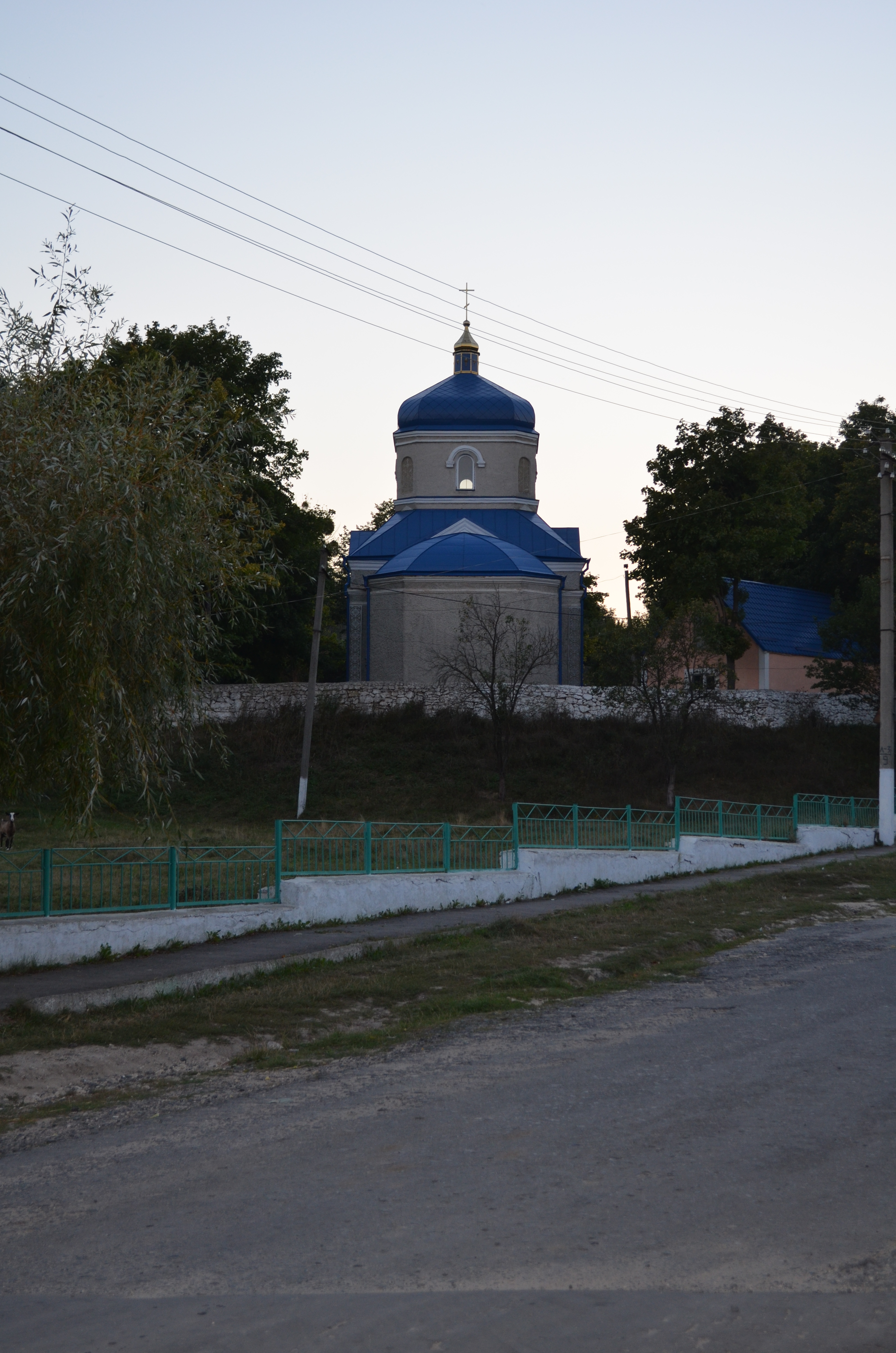
Церква
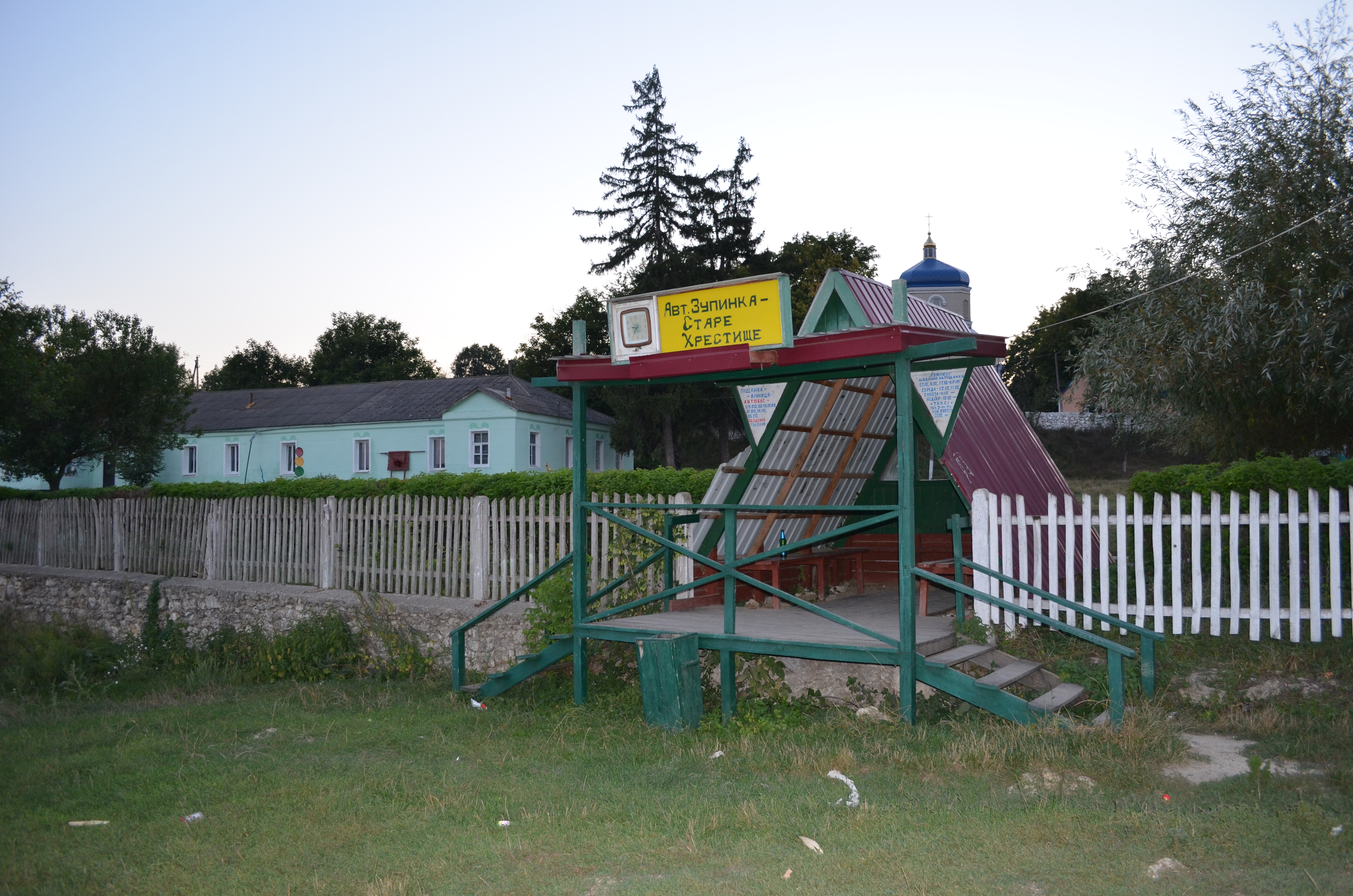
Автобусна зупинка
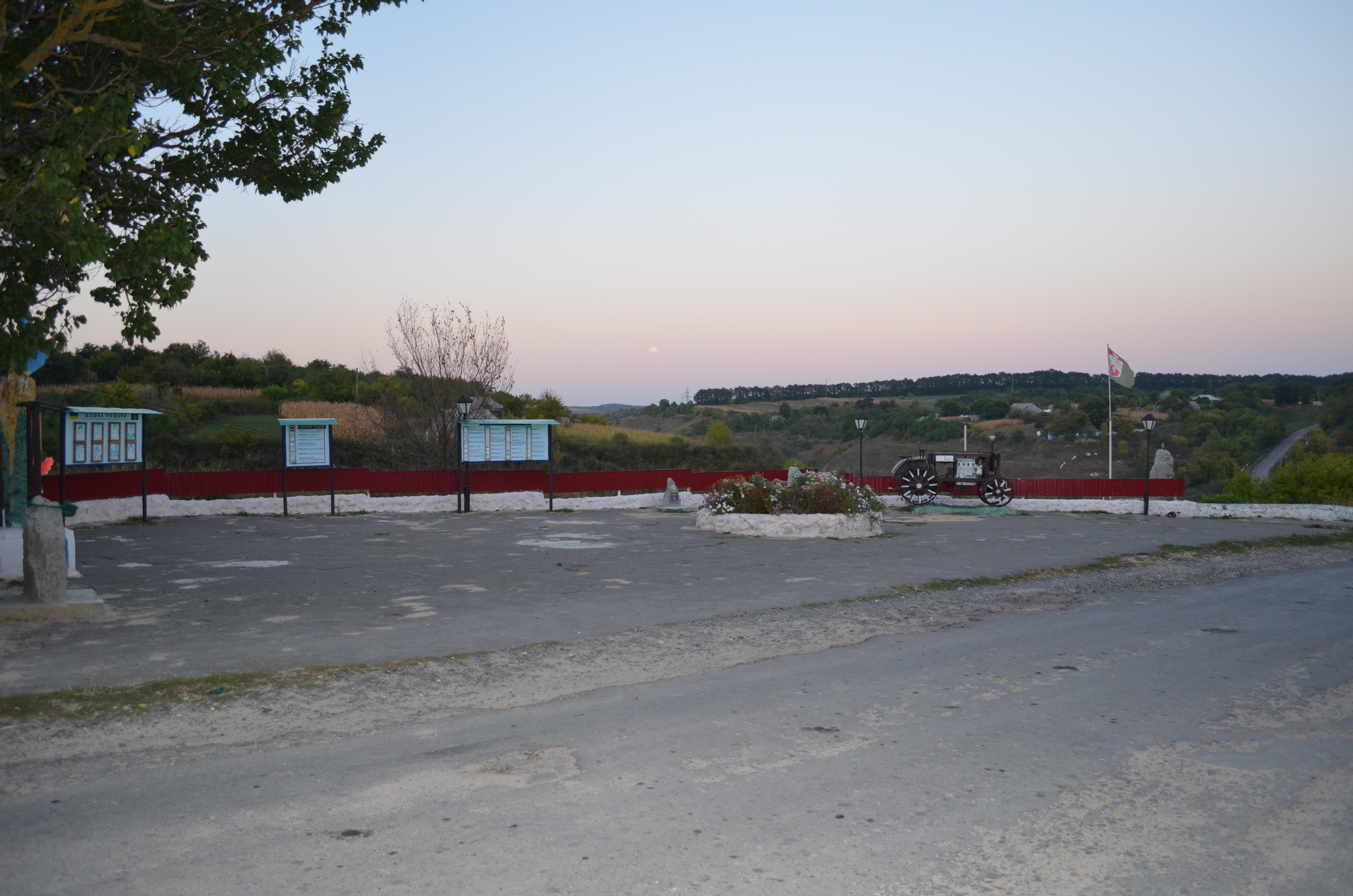
Краєзнавчий музей просто неба
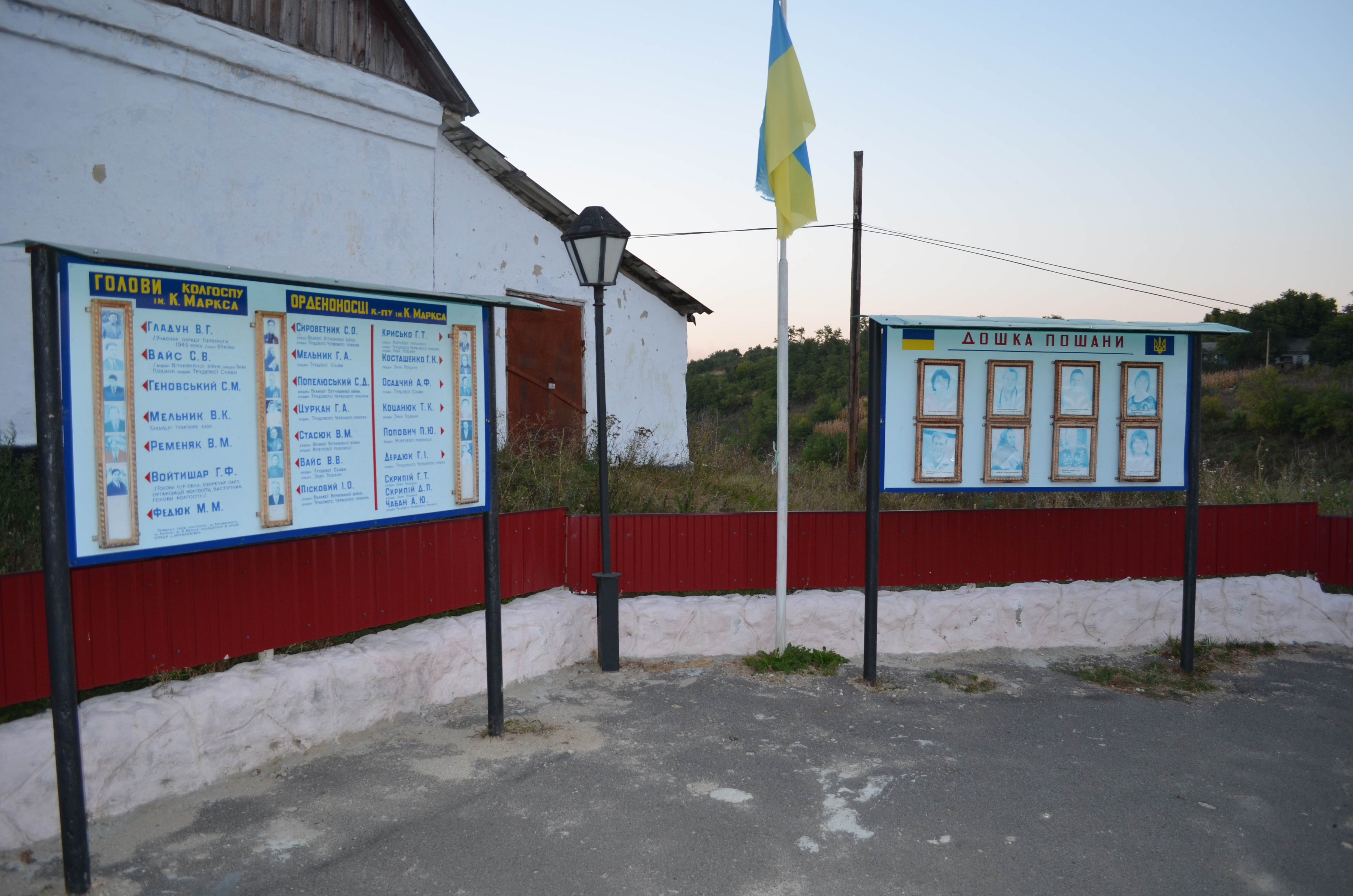
У музеї просто неба
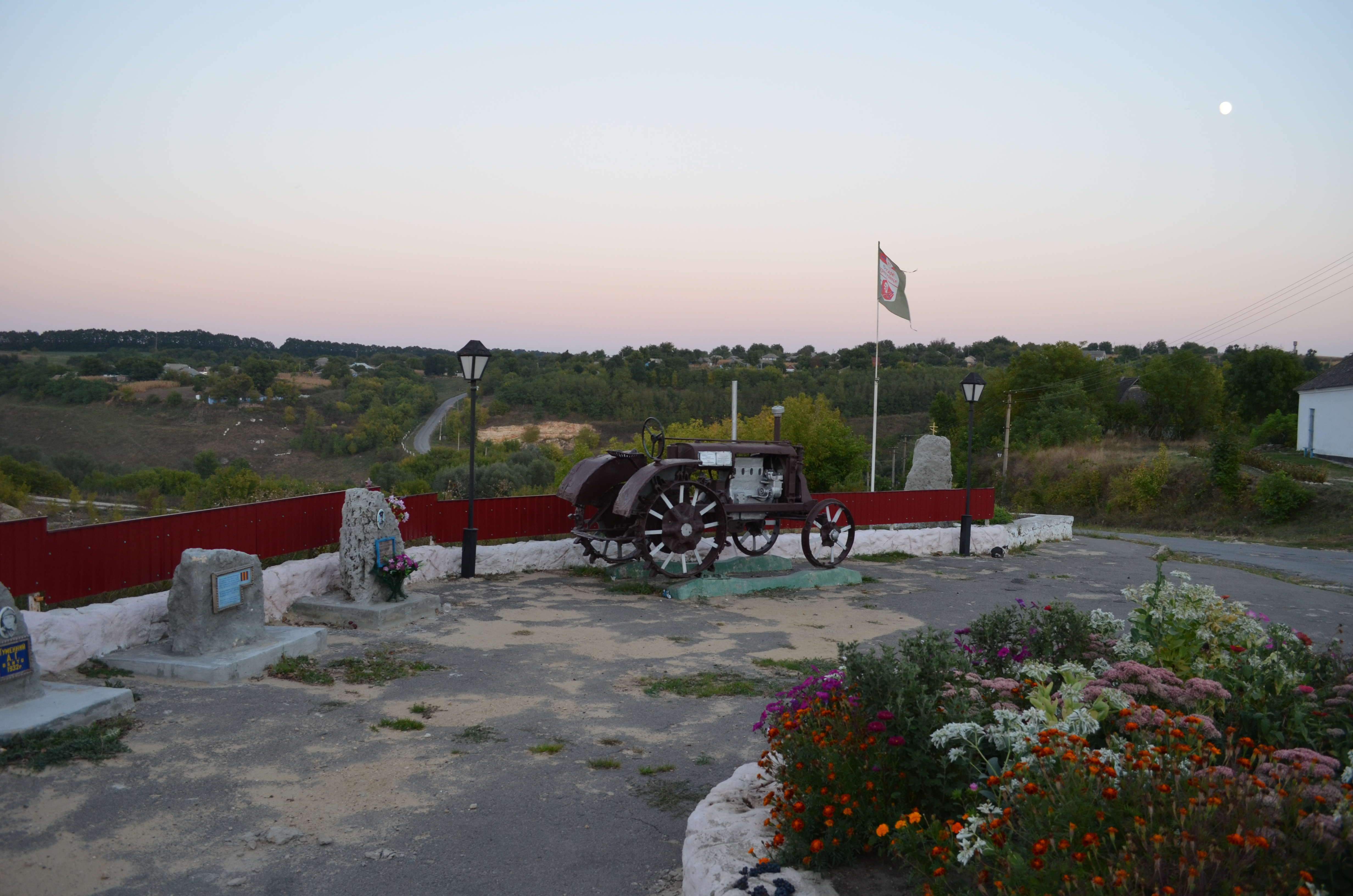
Старий трактор у музеї просто неба
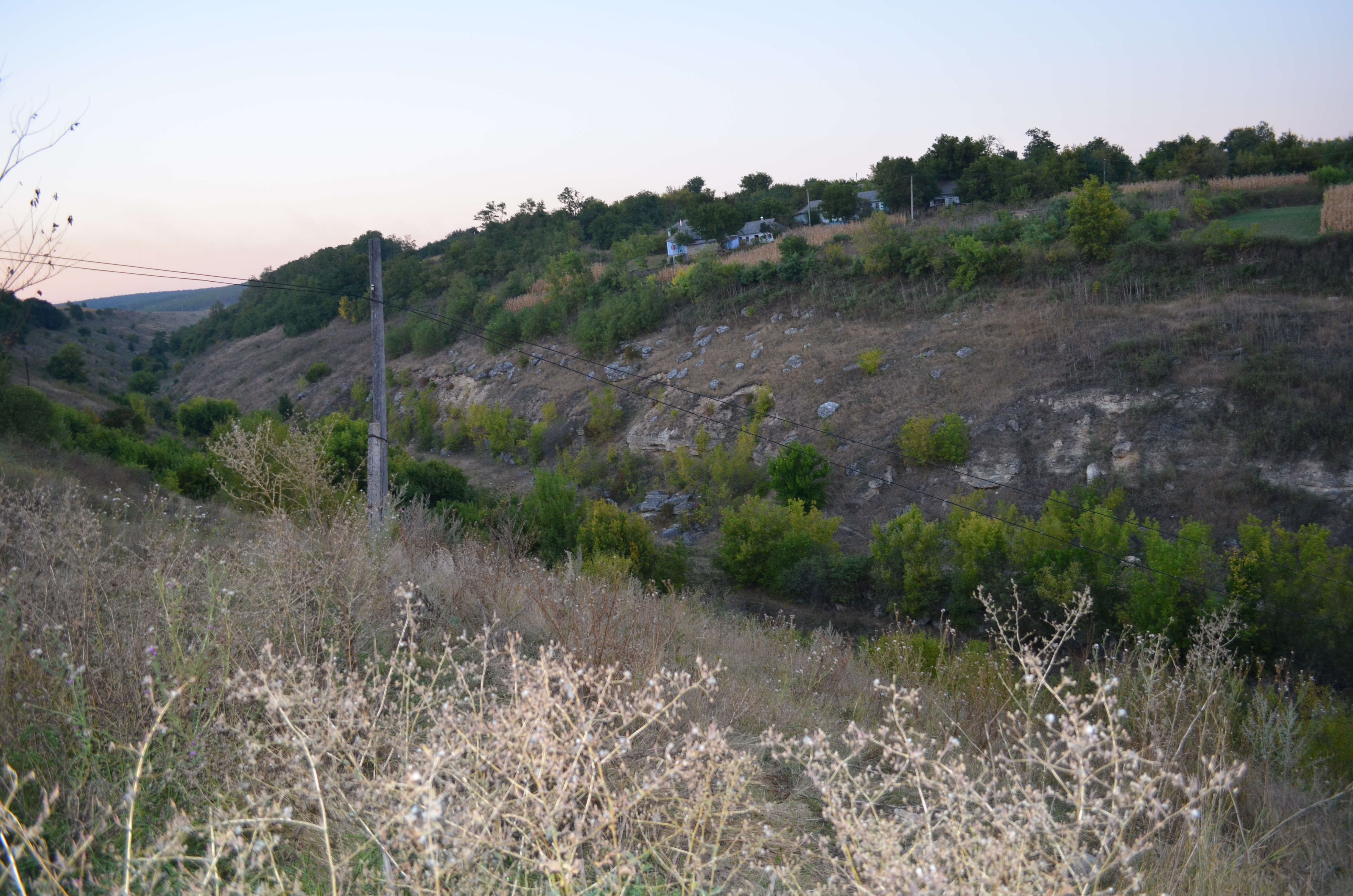
Каньйон річки
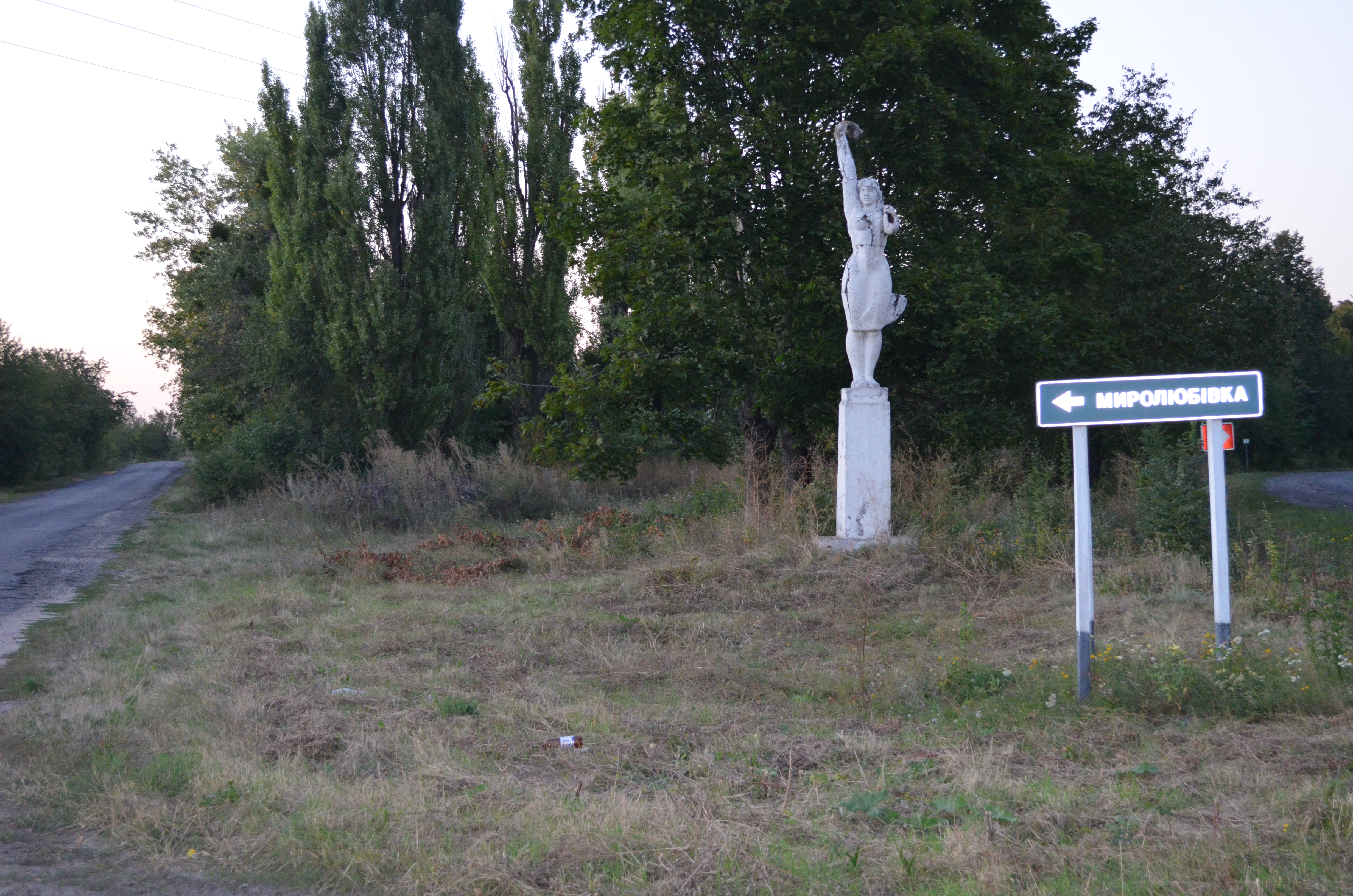
Скульптура при в'їзді до села
Згадка Христища на Карті 1665 року "Нижнє Поділля або Князівство Брацлав, з Великої України" де Боплан

## Постаті
- Стеценко Святослав Олександрович (1965—2022) — полковник, представник Уповноваженого Верховної Ради України з прав людини у 2016—2018 роках, засновник ГО «Український легіон». Учасник російсько-української війни.